# Luise von Anhalt-Dessau (1798–1858)

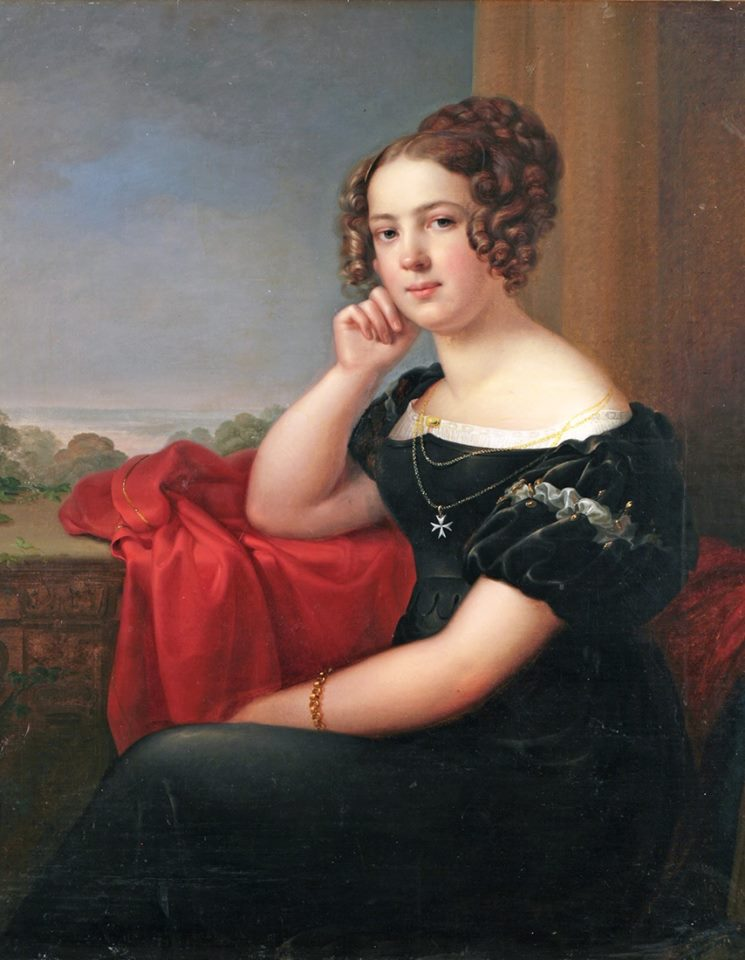
Luise Friederike von Anhalt-Dessau

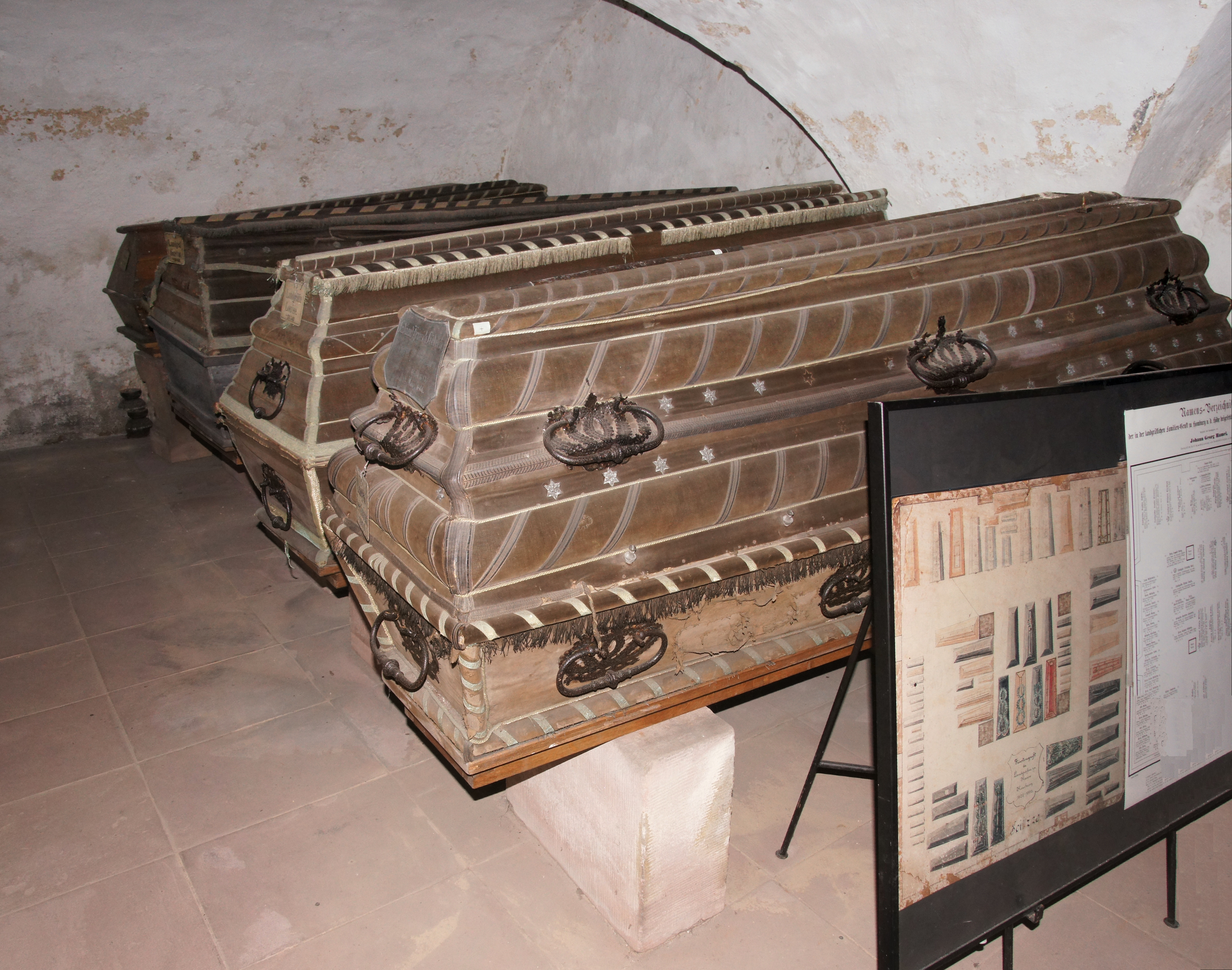
Luises Sarg in der Gruft im Landgrafenschloss

Luise Friederike von Anhalt-Dessau (* 1. März 1798 in Dessau; † 11. Juni 1858 in Homburg vor der Höhe) war Mitglied des Hauses Askanien und eine geborene Prinzessin von Anhalt-Dessau.  Durch ihre Heirat mit  Landgraf Gustav von Hessen-Homburg war Luise von 1846 bis 1848 Landgräfin von Hessen-Homburg.

## Leben
Prinzessin Luise wurde am 1. März 1798 in Dessau als fünftes Kind und zweite Tochter von Erbprinz Friedrich von Anhalt-Dessau und seiner Frau Amalie von Hessen-Homburg geboren.  Prinzessin Luise war von Geburt an gehörlos.
Am 12. Februar 1818 heiratete Luise in Dessau ihren Onkel Gustav, Prinz von Hessen-Homburg. Gustav war der Bruder von Luises Mutter. Gustav und Luise hatten drei Kinder:
- Caroline Amalie Elisabeth Auguste Friederike Ludowike Christiane Josephine Leopoldine George Bernhardine Wilhelmine Woldemare Charlotte (* 19. März 1819 in Homburg vor der Höhe; † 18. Januar 1872 in Greiz), verheiratet mit Heinrich XX., Fürst Reuß zu Greiz (1794–1859), regierte 1859–1867 vormundschaftlich für Heinrich XXII. (1846–1902)
- Elisabeth Louise Friederike (* 30. September 1823 in Homburg vor der Höhe; † 28. Januar 1864 in Homburg vor der Höhe)
- Friedrich Ludwig Heinrich Gustav (* 6. März 1830 in Homburg vor der Höhe; † 4. Januar 1848 in Bonn)

Familiärer Lieblingsaufenthalt war das sogenannte „Accatium“, wie der heutige Gustavsgarten von ihnen genannt wurde. Luise war in Dessau mit dem Wörlitzer Park aufgewachsen, und das Paar schuf sich ein kleines Paradies, in dem seit 1830 ein Dorischer Tempel als Teesalon diente. 
Landgraf Gustav starb am 8. September 1848 in Homburg. Landgräfin Luise überlebte ihren Mann um neun Jahre und starb am 11. Juni 1858 in Homburg. Sie ist neben ihrem Mann in der Gruft im Bad Homburger Landgrafenschloss beigesetzt.